# José López-Amor Jiménez
José López-Amor Jiménez (1884-1936) fue un militar español.

## Biografía
Perteneciente al Arma de infantería, en julio de 1936 ostentaba el rango de comandante y estaba destinado en la guarnición en Barcelona. 
Integrante de la conspiración militar contra el gobierno republicano, al iniciarse la sublevación militar procedió a destituir al jefe del Regimiento de Infantería «Badajoz» n.º 10, y se hizo cargo de dicha unidad. Posteriormente, en la madrugada del 19 de julio, sacó las tropas a la calle y se dirigió al centro de Barcelona. López-Amor fue el primer jefe rebelde que se sublevó y salió a la calle. La columna de infantería al mando de López-Amor llegó hasta la Plaza de Cataluña y ocupó parte del edificio de la Telefónica. Pero entonces comenzó un intenso fuego de fusilería y ametralladoras desde los alrededores, tras el cual sus fuerzas se deshicieron y el propio López-Amor fue capturado.
Posteriormente fue llevado al barco-prisión Uruguay, en el puerto de Barcelona, donde quedó encarcelado. El 23 de agosto de 1936 fue sometido a un consejo de guerra sumarísimo y unos días después, el día 26, fue fusilado en el foso de Santa Elena del Castillo de Montjuic junto a otros militares golpistas.